# 周采
周采（1507年—1566年），字子亮，號溈江、溈陽，湖廣長沙府寧鄉縣人，軍籍。

## 生平
十二月初六日生，行七，治《詩經》，由國子生中式嘉靖七年（1528年）戊子科湖廣鄉試第二名舉人，年二十六歲中式嘉靖十一年壬辰科第三甲會試第三百九名，第一百九十七名進士。觀戶部政，授中書舍人，十八年十一月选授吏科給事中，二十一年三月升刑科右給事中，十二月升吏科左給事中，二十二年十月升礼科都给事中，历升陕西左参政、福建按察使、四川右布政使，轉左布政，三十四年二月升都察院右副都御史、巡撫雲南，莅任旬日，遽丁外艰，归乡四月，嘉靖三十五年五月卒，年五十，賜祭葬。

## 家族
曾祖周添裕；祖周鎮；父周策，知縣；母唐氏。重慶下，妻胡氏，弟相；檄；榦。嗣子周燿、周易。